# Der Schauspieldirektor
Der Schauspieldirektor (česky Divadelní ředitel) je opera Wolfganga Amadea Mozarta, která měla svoji premiéru ve Vídni roku 1786.

## Vznik
Opera byla objednána k příležitosti příjezdu císařovy sestry s manželem. Premiéra se konala 7. února 1786 v oranžerii zámku Schönbrunn. Toto dílo bylo během časů několikrát přepracované a verze, která byla rozšířena měla premiéru roku 1846 v Berlíně jako komická opereta. Wolfgang pracoval s textem Gottlieba Stephaniea ml.
Mozartův originál je jednoaktová hra, která obsahuje 5 hudebních čísel, a předehra je dvojčetem k předehře Figarovy svatby, která vznikla ve stejný čas.

## Obsah
Divadelní ředitel hledá hru pro své kočovné divadlo. Buff, starý divadelník, mu radí, aby vybral hru s velkým obsazením. Představení je také zajištěno finančně, protože bankéř slíbil, že jej podpoří, když angažují jeho přítelkyni do jedné z rolí.
O další roli soupeří dvě zpěvačky a každá z nich se pokládá za tu nejlepší. Dalším problémem je výše platu, o kterou se herci s ředitelem hádají, a tak se ředitel chce vzdát svého plánu na novou hru a rezignovat na svůj post, ale v tu chvíli divadelníkům dojde, že mohou něco dokázat, když budou držet pospolu.

### Role
- Frank (mluvená role) – divadelní ředitel
- Eiler (mluvená role) – bankéř
- Buff (bas) – starý herec
- Herz (mluvená role) – herec
- Madame Pfeilová (mluvená role) – herečka)
- Madame Kroneová (mluvená role) – herečka
- Madame Vogelsangová (mluvená role) – herečka
- Pan Vogelsang (tenor) – zpěvák
- Madame Herzová (soprán) – zpěvačka
- Slečna Silberklangová (soprán) – zpěvačka